# Бушель
Бу́шель — Мі́рка, міра об'єму сипких тіл.
Використовується в США і Сполученому Королівстві, але має практичне значення у всьому світі, оскільки ціна на сільськогосподарські продукти на біржах визначається зазвичай у розрахунку на один бушель.
- 1 бушель США = 35,23907017 літрів.
- 1 британський бушель = 36,36872 л.

Бушель поділяється на 8 сухих галонів у США і галонів у бритів.
Один бушель має таку відповідність у вазі окремих сільськогосподарських культур:
- пшениця, соєві боби, горох, картопля — 27,216 кг;
- жито, кукурудза, насіння льону, просо — 25,40 кг;
- ячмінь, гречка — 21,77 кг;
- ячмінь (Австралія, Нова Зеландія) — 22,68 кг;
- овес (США) — 14,52 кг;
- овес (Канада) — 15,42 кг;
- овес (Австралія, Нова Зеландія) — 18,14 кг;
- рис грубий — 20,41 кг;
- насіння ріпаку — 22,70 кг.